# 二度めの夏、二度と会えない君
『二度めの夏、二度と会えない君』（にどめのなつ、にどとあえないきみ）は、赤城大空による日本のライトノベル。イラストはぶーたが担当。略称は「ニドナツ」。2015年1月にガガガ文庫（小学館）より刊行され、2017年8月に書き下ろし短編を加えた新装版が小学館文庫で刊行された。
源素水の作画で漫画化され、『ゲッサン』（小学館）にて、2017年1月号から10月号まで連載された。また、実写映画化され2017年9月に公開された。

## あらすじ
主人公の篠原智の通っている北高に、ある日転校してきた森山燐は生まれつき「不治の病」を患っていた。彼女は「文化祭でライブをする」という夢を叶えるためにやってきたと言う。
彼女のバンドのメンバーとして集められたのが、ギター担当の智、人見知りでドラム担当の花京院姫子、残念なイケメンでベース担当の石田六郎の3人だった。バンド活動が禁止されている中、生徒会長の菅野瑛子の手助けもあり、文化祭ライブは成功を収めた。
その後の夏のおわり、智は燐に自分の想いを伝える。だが、それは取り返しのつかない言葉として刻まれ、2人を引き裂いてしまい、そして燐は死んだ。なぜ、あんなことを言ってしまったのだろう。もしもやり直せるなら──そう思ったある日、智は半年前、燐と初めて出会った日にタイムリープする。
やり直すチャンスを手にした智だったが、自分とは組まない方が燐にとって良かったのだと思い、燐を避け続ける。しかし、しつこく食い下がる燐に根負けし、決意を改める。ライブをもう一度成功させる、でも今度は絶対に燐に“告白しない”、と。本当の気持ちを押し隠し、燐と共にメンバーを集め、バンドを始動する智だったが、2度めの人生は1度めとは少しずつ食い違っていく。燐との関係はぎくしゃくし始め、バンドの活動にも影を落としていく。

## 登場人物
篠原 智（しのはら さとし）
演 - 村上虹郎
本作の主人公。バンド活動を夢見る高校3年生。燐に想いを寄せていた。ギター担当。
森山 燐（もりやま りん）
演 - 吉田円佳
本作のメインヒロイン。不治の病を患っている。高校の文化祭でライブをする事を夢見ていた。ボーカル担当。
菅野 瑛子（かんの えいこ）
演 - 加藤玲奈
智の幼馴染で生徒会長を務めている。校則で禁じられているバンド活動を敵視している。
花京院 姫子（かきょういん ひめこ）
演 - 金城茉奈
智と燐のバンドメンバー。高校3年生。極度の人見知りで学校にはほとんど来ていない。ドラム担当。
石田 六郎（いしだ ろくろう）
演 - 山田裕貴
智と燐のバンドメンバー。高校3年生。芸術家肌の変態。ビジュアルは良いが行動と言動が残念。ベース担当。
榎本 優（えのもと ゆう）
演 - 菊池亜希子
智が中学時代に通っていた楽器店の店主。
布施 敦子（ふせ あつこ）
演 - 本上まなみ
智達が通う北高の教頭。優のかつての担任。

## 既刊一覧

### 小説
- 赤城大空（著） / ぶーた（イラスト） 『二度めの夏、二度と会えない君』 小学館〈ガガガ文庫〉、2015年1月20日発売[3]、ISBN 978-4-09-451532-9
  - 小学館文庫版（新装版）：2017年8月8日発売[4]、ISBN 978-4-09-406438-4

### オーディオブック
ガガガ文庫と81プロデュースとの協業制作で2019年4月12日よりオーディオブック化される。朗読は米内佑希、土師亜文。

## 漫画
作画は源素水。『ゲッサン』（小学館）に2017年1月号（2016年12月発売）から2017年10月号（9月発売）まで連載された。単行本は全2巻が小学館から連載終盤と並行して刊行された。第1巻は源にとって最初の単行本であった。原作との違いとして、菅野瑛子が智を好きで、智と燐の2人にからんで三角関係を展開する。瑛子の恋愛感情に関しては、担当編集者が原作者の赤城に確認しており、それを聞いて方向性が決まっていった。
- 赤城大空（原作） / 源素水（作画） / ぶーた（キャラクター原案） 『二度めの夏、二度と会えない君』 小学館（ゲッサン少年サンデーコミックススペシャル）、全2巻
  1. 2017年8月10日発売[7]、ISBN 978-4-09-127763-3
  2. 2017年9月12日発売[8]、ISBN 978-4-09-127829-6

## 映画
2017年9月1日公開。監督は中西健二、脚本は長谷川康夫。主演は村上虹郎、吉田円佳（MADOKA）。その他の出演は加藤玲奈、金城茉奈、山田裕貴、本上まなみ、菊池亜希子ほか。それぞれの役どころは登場人物の節を参照。
劇中のバンドのナンバーを、MADOKAをボーカルとするガールズバンドのたんこぶちんが担当している。

### スタッフ
- 原作 - 赤城大空『二度めの夏、二度と会えない君』（小学館「ガガガ文庫」刊 / ガガガ文庫10周年企画）[2]
- 監督 - 中西健二[2]
- 脚本 - 長谷川康夫[2]
- 撮影 - 喜久村徳章[9]
- 編集 - 下田悠
- 美術 - 及川一[9]
- スクリーンナンバー - たんこぶちん&Primember「遠距離恋愛爆撃ミサイル」「さよなら監獄教室」「TIME」「グライダー」「蝉時雨ライダーズ」（YAMAHA MUSIC COMMUNICATIONS）
- エンディングテーマ - たんこぶちん「夏のおわりに」（YAMAHA MUSIC COMMUNICATIONS）
- 配給 - キノフィルムズ / 木下グループ[9]
- 製作 - 『二度めの夏、二度と会えない君』パートナーズ（木下グループ、小学館、ヤマハミュージックエンタテインメントホールディングス、バンダイビジュアル、U-NEXT、デスティニー）[9]

### 映像メディア
バンダイビジュアルから映像メディアが発売されている。
- 二度めの夏、二度と会えない君（DVD）（2018年2月23日発売、BCBJ-4873）
- 二度めの夏、二度と会えない君（Blu-ray）（2018年2月23日発売、BCXJ-1315）

### 映画ノベライズ
映画版に基づくノベライズ『二度めの夏、二度と会えない君 映画ノベライズ版』が、小学館の児童書レーベルである小学館ジュニア文庫から刊行されている。著者は時海結以。
- 時海結以（著） / 赤城大空（原作） / 中西健二（監督） / 長谷川康夫（脚本） 『二度めの夏、二度と会えない君 映画ノベライズ版』 小学館〈小学館ジュニア文庫〉、2017年8月8日発売[10]、ISBN 978-4-09-231185-5

### バンドスコア
劇中歌集アルバムのマッチングバンドスコア。
- 『バンドスコア たんこぶちん 二度めの夏、二度と会えない君 feat.Primember』 ヤマハミュージックメディア、2017年8月27日発売、ISBN 978-4-636-94887-5